# Wilhelm Schulz (Politiker, 1806)

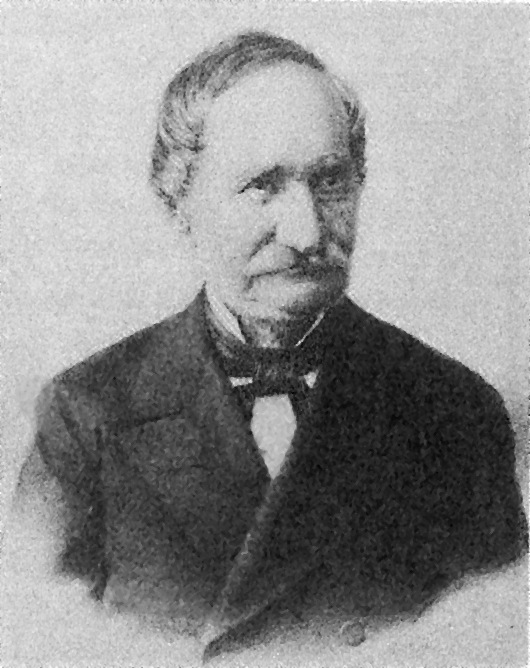
Wilhelm Schulz

Wilhelm Schulz (* 24. Mai 1806 in Dahlum; † 18. Dezember 1888 in Braunschweig) war ein deutscher Jurist und Staatsminister im Herzogtum Braunschweig.

## Leben
Schulz’ Eltern waren der Pastor Johann Heinrich Christian Schulz (1768–1829) und seine Ehefrau Sophie Henriette Christiane geb. Spies (1778–1840). Am 9. April 1820 wurde er in seinem Geburtsort konfirmiert. Er besuchte Gymnasien in Braunschweig und Halle an der Saale. Sein Studium der Rechtswissenschaft absolvierte er 1825–1828 an der Georg-August-Universität Göttingen, wo er sich dem Corps Brunsviga Göttingen anschloss. Am 28. Mai 1844 heiratete Schulz in Ahlum bei Wolfenbüttel Anne Friederike Wilhelmine Christiane Ida Schedel (1822–1880). Er hatte sechs Geschwister, von denen zwei Schwestern als Kleinkinder starben.
Nach mehreren Stationen einer juristischen Laufbahn bekam er 1856 einen Sitz in der Braunschweigischen Landesversammlung. Im Jahre 1861 wurde er zum Wirklichen Geheimrat im Herzoglichen Staatsministerium berufen, dessen Vorsitz er 1874 übernahm. Er bekleidete das Amt des Staatsministers von 1876 bis 1883 und trat danach in den Ruhestand.

## Ehrungen
- Orden Heinrichs des Löwen, Großkreuz
- Ehrenbürger von Braunschweig (28. September[3] 1883)

## Bedeutung
Die Bedeutung von Schulz lag vor allem in seiner Mitarbeit an weitreichenden Gesetzen wie dem Gewerbegesetz und dem Regentschaftsgesetz. In die Zeit seiner Tätigkeit fielen auch die Gründung des Norddeutschen Bundes 1866 und die Gründung des Deutschen Kaiserreichs 1871, in deren Folge zunehmend Kompetenzen an die Regierung in Berlin abgegeben werden mussten.